# EF-105
A EF-105 é uma ferrovia longitudinal brasileira que interliga Rio de Janeiro, Barra Mansa, Resende, Guaratinguetá, Pindamonhangaba, Taubaté, São José dos Campos, Jacareí, Mogi das Cruzes e São Paulo.
Seu traçado é formado por parte da Linha do Centro e pelo Ramal de São Paulo.